# Symphysa pupillalis
Symphysa pupillalis là một loài bướm đêm trong họ Crambidae.